# Shab Kolā
Shab Kolā (persiska: شب كلا) är en ort i Iran.   Den ligger i provinsen Mazandaran, i den norra delen av landet, 180 km nordost om huvudstaden Teheran. Shab Kolā ligger 267 meter över havet och antalet invånare är 110.
Terrängen runt Shab Kolā är kuperad. Runt Shab Kolā är det ganska tätbefolkat, med 111 invånare per kvadratkilometer. Närmaste större samhälle är Sari, 18,4 km nordväst om Shab Kolā. I omgivningarna runt Shab Kolā växer i huvudsak blandskog.